# Centrolene charapita
Centrolene charapita (Twomey, Delia & Castroviejo-Fisher, 2014) è un anfibio anuro appartenente alla famiglia Centrolenidae endemico del Perù, vive attorno ai 682 metri d'altitudine.